# Quartiere di Choiseul
Il quartiere di Choiseul è uno degli 11 quartieri in cui è divisa l'isola di Saint Lucia.